# Ereteken voor Vaderlandse Verdienste
Het Ereteken voor Vaderlandse Verdienste (Duits: Ehrenzeichen für Heimatverdienst) was een uitvoering van de Hertog Karel Eduard-medaille van het hertogdom Saksen-Coburg en Gotha. De ovale medaille was van brons of geoxideerd oorlogsmetaal en het lint week af van dat van de aan militairen aan het front in de Eerste Wereldoorlog uitgereikte zilveren Hertog Karel Eduard-medaille.